# Anoplodactylus amoybius
Anoplodactylus amoybius is een zeespin uit de familie Phoxichilidiidae. De soort behoort tot het geslacht Anoplodactylus. Anoplodactylus amoybius werd in 2004 voor het eerst wetenschappelijk beschreven door Bamber. 